# Hobbs Island
Hobbs Island är en ö i Australien. Den ligger i delstaten Tasmanien, i den sydöstra delen av landet, omkring 130 kilometer väster om delstatshuvudstaden Hobart. Arean är 0,17 kvadratkilometer. Den sträcker sig 0,6 kilometer i nord-sydlig riktning, och 0,5 kilometer i öst-västlig riktning.
I omgivningarna runt Hobbs Island växer i huvudsak städsegrön lövskog. Trakten runt Hobbs Island är nära nog obefolkad, med mindre än två invånare per kvadratkilometer. Genomsnittlig årsnederbörd är 1 919 millimeter. Den regnigaste månaden är juli, med i genomsnitt 234 mm nederbörd, och den torraste är februari, med 81 mm nederbörd.